# 伊索拉·蒂比斯
伊索拉·热妮弗·蒂比斯（法語：Ysaora Jennifer Thibus，1991年8月22日—）生于瓜德罗普莱萨比姆，是一名法国女子击剑运动员，主攻花剑。她四岁时开始练习古典舞，七岁时改练击剑，十七岁时移居至移居至法国，加入青年训练营。她在2011年开始数次获得全国冠军，并在2012年开始首次获得国际主要成年级赛事奖牌。她在2016年里约奥运后与美国击剑选手雷斯·英博登相遇，其后两人开始交往，蒂比斯也移居至美国洛杉矶，直到2022年才回到法国居住。